# Enneanectes smithi
Enneanectes smithi is een straalvinnige vissensoort uit de familie van drievinslijmvissen (Tripterygiidae). De wetenschappelijke naam van de soort is voor het eerst geldig gepubliceerd in 1981 door Lubbock & Edwards.